# Philip Larkin
Philip Arthur Larkin (9. srpna 1922, Coventry, Anglie – 2. prosince 1985, Kingston upon Hull) byl anglický básník, prozaik a jazzový kritik. Obecně je považován za jednoho z nejvýznamnějších anglických básníků druhé poloviny 20. století.

Poprvé se dostal do popředí v roce 1955 publikací své druhé básnické sbírky The Less Deceived, po níž následovaly The Whitsun Weddings (1964) a High Windows (1974). Po smrti Johna Betjemana v roce 1984 mu byl nabídnut post dvorního básníka Spojeného království, který však Larkin nepřijal.

## Životopis
Larkin se narodil v anglickém městě Coventry ve West Midlands. V letech 1930 – 1940 navštěvoval tamní King Henry VIII School. V roce 1940, za druhé světové války, odešel Larkin studovat anglický jazyk a literaturu na St. John’s College v Oxfordu. Protože nebyl pro svůj špatný zrak povolán k vojenské službě, mohl na rozdíl od mnoha svých současníků absolvovat standardní studijní program. V roce 1943 graduoval s vyznamenáním. V Oxfordu se setkal s Kingsley Amisem, jenž se stal jeho životním přítelem a častým korespondentem. Krátce po absolvování studia na Oxfordu přijal Larkin místo knihovníka ve Wellingtonu (Shropshire). V roce 1946 se stal knihovníkem-asistentem na Univerzitní koleji Leicester a starším knihovníkem na Queen’s University v Belfastu. Tou dobou mu již vyšly dva romány a první básnická sbírka. V březnu 1955 přijal Larkin místo knihovníka na University of Hull a na této pozici pracoval až do smrti.
Během třiceti let v Hullu napsal Larkin velkou část své publikované tvorby. Byl ovlivněn především díly W. H. Audena, W. B. Yeatse a Thomase Hardyho, a píše tak „vysoce strukturované, avšak flexibilní veršové formy“ a jeho poezie se vyznačuje „pikantní směsí lyričnosti a nespokojenosti“. Mnozí kritici hovoří v souvislosti s jeho poezií o „zarputilém pesimismu nespokojené střední třídy“. Někteří kritici v ní však rozeznávají jiné, pozitivnější, rysy skryté pod "slupkou poraženectví".
Publikace Larkinových dopisů a oficiálního životopisu byla příčinou vzniku mnohých kontroverzí ohledně pohledu na jeho postoje a osobní život. Přesto byl Larkin po dvaceti letech, v roce 2003, zvolen v anketě Poetry Book Society „nejoblíbenějším národním básníkem“. V roce 2008 pak Larkina list The Times prohlásil za největšího britského poválečného básníka.